# Leucanopsis batesi
Leucanopsis batesi là một loài bướm đêm thuộc phân họ Arctiinae, họ Erebidae.